# Геморрагическая лихорадка Крым-Конго
Конго-крымская геморрагическая лихорадка (лат. febris haemorrhagica crimiana, син. среднеазиатская геморрагическая лихорадка) — острое инфекционное заболевание человека, передающееся через укусы клещей, вызываемое вирусом Конго-крымской геморрагической лихорадки. Заболевание характеризуется лихорадкой, выраженной интоксикацией и кровоизлияниями на коже и внутренних органах. Впервые выявлено в 1944 году в Крыму. Возбудитель выявлен в 1945-м. В 1956 году в Конго было выявлено схожее заболевание. Исследования этого вируса установили его полную идентичность с вирусом, обнаруженным в Крыму.

## Этиология
Возбудителем болезни является вирус из рода Orthonairovirus порядка Bunyavirales. Относится к арбовирусам. Открыт в 1945 г. М. П. Чумаковым в Крыму, при исследовании крови больных солдат и переселенцев, заболевших при проведении работ по уборке сена.

## Эпидемиология

очаги заболевания

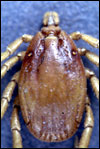
Клещ рода Hyalomma

Природный резервуар возбудителя — грызуны, крупный и мелкий рогатый скот, птицы, дикие виды млекопитающих, также сами клещи, способные передавать вирус потомству через яйца и являющиеся вирусоносителями пожизненно. Источник возбудителя — больной человек или инфицированное животное. Вирус передаётся при укусе клеща либо проведении медицинских процедур, связанных с инъекциями или забором крови. Основные переносчики — клещи Hyalomma marginatum, Dermacentor marginatus, Ixodes ricinus. 
На территории России в 2012 году отмечены 74 случая заболевания: 41 в Ростовской области, 24 в Ставропольском крае, 6 в Астраханской области, 3 в Калмыкии. Также заболевания отмечены в Волгоградской области, Республике Крым, Республике Дагестан, Ингушетии, Центральной Азии, Китае, Грузии, Болгарии, на территории бывшей Югославии, в Пакистане, Казахстане и Средней Азии, Центральной, Восточной и Южной Африке (Конго, Кения, Уганда, Нигерия и др.). В 80 % случаев заболевают лица в возрасте от 20 до 60 лет.

## Патогенез
До конца не изучен. Воротами инфекции является кожа в месте укуса клеща или мелкие повреждения кожи, оказавшиеся в контакте с кровью больных при внутрибольничных манипуляциях (например, при заборе крови для анализов, выполненном без должных предосторожностей). При укусе клеща местные изменения не выражены. Вирус проникает в кровь и накапливается в клетках ретикулоэндотелиальной системы.
При второй стадии заболевания, после репликации вируса и массовом выходе новых вирусов из клеток в кровь, наблюдается общая тяжёлая интоксикация организма, поражается эндотелий сосудов, увеличивается их проницаемость, развивается геморрагический диатез (кровоизлияния на коже и слизистых оболочках, во внутренних органах).

## Клиническая картина
Инкубационный период от одного до 14 дней. Чаще 2—9 дней. Продромальный период отсутствует. Болезнь развивается остро. На первой стадии резко, за короткое время повышается температура до 39—40 градусов по Цельсию и выше, начинается головная боль, озноб, иногда очень сильный, покраснение лица, слизистых оболочек. Возникают признаки общей интоксикации организма (сильная слабость, боли в мышцах, суставах, тошнота, рвота). Через 2—4 дня начинается вторая, геморрагическая стадия заболевания. Состояние больного резко ухудшается. Появляются кровоизлияния на коже и слизистых оболочках в виде сыпи, пятен, гематом. Наблюдается повышенная кровоточивость дёсен, мест инъекций. Возможны носовые, маточные кровотечения. Начинаются боли в животе, печени, понос, рвота, возможна желтуха, олигурия. Заболевание длится 10—12 дней, но больные остаются сильно истощёнными еще на протяжении 1—2 месяцев. Иногда вторая стадия менее выражена, и заболевание остаётся не выявленным, так как начальные симптомы сходны с таковыми при острых респираторных инфекциях.
Как осложнения могут наблюдаться сепсис, отёк легкого, очаговая пневмония, острая почечная недостаточность, отит, тромбофлебиты.
Летальность составляет от 2 до 50 %.

## Патологоанатомические изменения
При вскрытии обнаруживают множественные кровоизлияния в слизистых оболочках желудочно-кишечного тракта, кровь в его просвете, но воспалительные изменения отсутствуют. Головной мозг и его оболочки гиперемированы, в них обнаруживаются кровоизлияния диаметром 1 — 1,5 см с разрушением мозгового вещества. По всему веществу мозга выявляют мелкие кровоизлияния. Кровоизлияния также наблюдают в лёгких, почках, печени.

## Лечение
Больных обязательно изолируют в инфекционном отделении стационара. Лечение симптоматическое и этиотропное. Назначают противовоспалительные препараты, мочегонные. Исключают применение препаратов, усиливающих поражение почек, например сульфаниламидoв. Также назначают противовирусные препараты (рибавирин). В первые 3 дня вводят гетерогенный специфический лошадиный иммуноглобулин, иммунную сыворотку, плазму или специфический иммуноглобулин, полученные из сыворотки крови переболевших или привитых лиц. Специфический иммуноглобулин используется для экстренной профилактики у лиц, соприкасающихся с кровью больного.
Согласно сайту ЦКЗ США, противовирусный препарат рибавирин неэффективен для лечения конго-крымской геморратигической лихорадки.

## Иммунитет
Естественная восприимчивость к вирусу у человека высокая. После выздоровления остаётся иммунитет, который сохраняется 1—2 года.

## Профилактика и меры борьбы
Каких-либо вакцин для использования среди животных не существует.
Несмотря на то что против ККГЛ была разработана инактивированная вакцина, полученная из тканей мозга мышей, которая в небольших масштабах использовалась в Восточной Европе, в настоящее время не существует безопасной и эффективной вакцины для широкого использования среди людей.
При отсутствии вакцины единственным способом уменьшения числа инфекций среди людей является повышение информированности о факторах риска и просвещение людей в отношении мер, которые они могут принимать для ограничения контактов с вирусом.
Для предотвращения заражения основные усилия направляют на борьбу с переносчиком заболевания. Проводят дезинсекцию помещений для содержания скота, предотвращают выпас на пастбищах, находящихся на территории природного очага. Людям в индивидуальном порядке следует использовать защитную одежду. Обрабатывать одежду, спальные мешки и палатки репеллентами. При укусах клеща в зоне обитания немедленно обратиться в медицинское учреждение за помощью. В лечебных учреждениях следует учитывать высокую контагиозность вируса, а также его высокую концентрацию в крови больных. Поэтому больных необходимо помещать в отдельный бокс, а обслуживание доверять только специально обученному персоналу.